# Беннетт, Джон Джозеф
Джон Джозеф Беннетт (англ. John Joseph Bennett, 8 января 1801 — 29 февраля 1876) — британский ботаник.

## Биография
Джон Джозеф Беннетт родился 8 января 1801 года.
Беннетт был помощником хранителя гербария Банкса и библиотеки Британского музея с 1827 по 1858 год. С 1840 по 1860 год он был секретарём Лондонского Линнеевского общества. В 1841 году Беннетт был избран членом Лондонского королевского общества. Джон Джозеф Беннетт также переиздал полное собрание сочинений Роберта Броуна.
Вечером 30 июня 1858 года Чарлз Лайель и Джозеф Долтон Гукер передали Беннетту бумаги Альфреда Рассела Уоллеса и Чарльза Дарвина под названием «On the Tendency of Species to form Varieties; and on the Perpetuation of Varieties and Species by Natural Means of Selection» соответственно. Как секретарь Лондонского Линнеевского общества на встрече следующим вечером, 1 июня, он зачитал бумаги вслух вместе с сопроводительной запиской Лайеля и Гукера. Это была совместная публикация Дарвином и Уоллесом их бумаг, излагающих теорию естественного отбора.
Джон Джозеф Беннетт умер 29 февраля 1876 года.

## Научная деятельность
Джон Джозеф Беннетт специализировался на папоротниковидных и на семенных растениях.
В его честь названа группа растений мезозойской эры - Беннеттитовые.